# Орлінз (переписна місцевість, Массачусетс)
Орлінз (англ. Orleans) — переписна місцевість (CDP) в США, в окрузі Барнстебел штату Массачусетс. Населення — 1767 осіб (2020).

## Географія
Орлінз розташований за координатами 41°47′16″ пн. ш. 70°0′5″ зх. д. / 41.78778° пн. ш. 70.00139° зх. д. (41.787788, -70.001521).  За даними Бюро перепису населення США в 2010 році переписна місцевість мала площу 6,20 км², з яких 5,92 км² — суходіл та 0,28 км² — водойми.

## Демографія
Згідно з переписом 2010 року, у переписній місцевості мешкала 1621 особа в 851 домогосподарстві у складі 363 родин. Густота населення становила 261 особа/км².  Було 1322 помешкання (213/км²).
Расовий склад населення:
| - 95,8 % — білих - 1,0 % — чорних або афроамериканців - 0,4 % — азіатів - 0,2 % — корінних американців |

До двох чи більше рас належало 1,7 %. Частка іспаномовних становила 1,8 % від усіх жителів.
За віковим діапазоном населення розподілялося таким чином: 11,1 % — особи молодші 18 років, 49,9 % — особи у віці 18—64 років, 39,0 % — особи у віці 65 років та старші. Медіана віку мешканця становила 58,9 року. На 100 осіб жіночої статі у переписній місцевості припадало 85,7 чоловіків;  на 100 жінок у віці від 18 років та старших — 81,0 чоловіків також старших 18 років.
Середній дохід на одне домашнє господарство  становив 54 101 долар США (медіана — 34 604), а середній дохід на одну сім'ю — 80 641 долар (медіана — 75 667). Медіана доходів становила 32 461 долар для чоловіків та 36 528 доларів для жінок. За межею бідності перебувало 7,9 % осіб, у тому числі 0,0 % дітей у віці до 18 років та 3,3 % осіб у віці 65 років та старших.
Цивільне працевлаштоване населення становило 745 осіб. Основні галузі зайнятості: роздрібна торгівля — 16,0 %, будівництво — 14,6 %, мистецтво, розваги та відпочинок — 9,9 %, освіта, охорона здоров'я та соціальна допомога — 9,3 %.